# Tom Clancy's SSN
Tom Clancy's SSN est un jeu vidéo de simulation de sous-marin développé par Clancy Interactive Entertainment et édité par Simon & Schuster Interactive, sorti en 1996 sur Windows.

## Accueil
- Computer Gaming World : 3/5[1]